# Тектонічна глинка

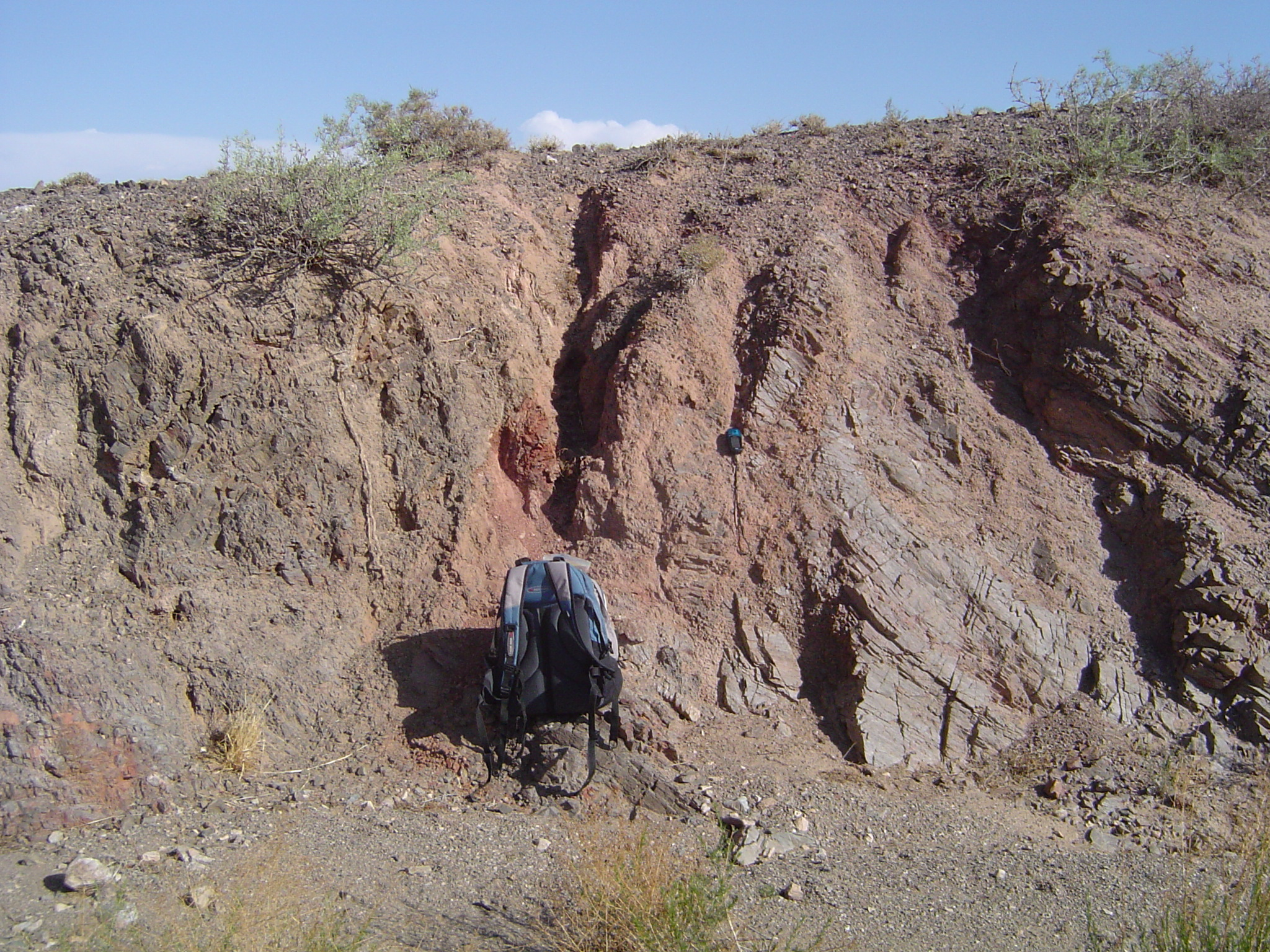
Оранжево-рожева тектонічна глинка поряд з іншими гірськими породами. Пустеля Гобі, Монголія.

Тектонічна глинка (глинка тертя) (рос. тектоническая глинка, англ. gouge, нім. Gangletten m) — глиниста маса, яка формується вздовж площини геологічного розриву при переміщенні його крил. Тектонічна глинка є результатом інтенсивного передроблення (переподрібнення), сколювання та тертя вихідних порід.